# Autoroute A 24
Die Autoroute A 24 war eine geplante Autobahn in Frankreich, die von der belgischen Grenze bei Houplines über Armentières, Lille, Béthune und Lens nach Amiens führen sollte und dort an einem Autobahndreieck mit der A 16 enden sollte.

## Planungsgeschichte
Die Planungen einer Autobahn von Amiens bis Lille begannen in den 1970er Jahren unter dem Projektnamen Autoroute A1Bis. Die Autobahn sollte über Lens bis Tourcoing nördlich von Lille führen und dort an der A 22 enden. Zur Entlastung der A 1 war zwischen Amiens und der A 25 im Süden von Lille ein paralleler Verlauf zur A 1 geplant. Der Abschnitt von der A 25 bis zur A 22 war als Westumfahrung von Lille geplant. Die gesamte Strecke hatte eine Länge von 120 Kilometern. Die Realisierung war als Konzession geplant.
Im Jahre 1996 wurden die Pläne dahingehend geändert, dass das Projekt nun als Autoroute A 24 bezeichnet und um die Westumfahrung von Lille gekürzt wurde. Nun sollte die Autobahn die A 25 nahe Armentières kreuzen und nördlich der Stadt an der belgischen Grenze in die heutige, belgische Nationalstraße 58 übergehen. Die Gesamtlänge verkürzte sich auf 111 km. Nach einer Schätzung von 2007 sollte der Bau der Strecke einschließlich einer ca. 20 km langen Weiterführung in Belgien insgesamt mehr als 1,3 Mrd. Euro kosten. Aufgrund von diesen hohen Baukosten wurde das in der Bevölkerung umstrittene Projekt vom französischen Ministerium für Ökologie und nachhaltige Entwicklung aus den Plänen für die nächsten 20 bis 30 Jahre als Ergebnis der Grenelle Environnement, einer offenen Debatte zwischen den Vertretern der nationalen und lokalen Verwaltungen und Organisationen, im August 2010 gestrichen. Nun sollen wieder die Planungen für den Ausbau der N 25 aufgenommen werden.